# 欽ちゃんのニッポン元気化計画
『欽ちゃんのニッポン元気化計画』（きんちゃんのにっぽんげんきかけいかく）は、三重テレビ放送で2011年4月11日から2012年9月25日に放送されたバラエティ番組。萩本欽一の冠番組。ハイビジョン制作。

## 概要
2010年11月に三重テレビ放送の「報道制作局名誉局長」に就任した萩本欽一が日本各地（主に三重県内）のある街を散歩し、その街で出逢った家族の触れ合いと絆を送る番組。視聴者からハガキやメール、携帯電話の動画などによる「家族ニュース」も募集する。
2010年12月28日の21:00から三重テレビで当番組のパイロット版が放送され、好評だったことから2011年の同局の春改編でレギュラー化が決まった。
なお、2011年7月からは、三重テレビ本社第1スタジオ（番組では、kinスタと紹介されている）での収録となり、番組内容も番組スタッフの取材によるVTRを紹介するというものに変更となった（ただし、出演者については変更なし）。VTRは三重県内に限らず、後述するネット各局の範囲である栃木県・埼玉県・千葉県・神奈川県・岐阜県・兵庫県でも取材を行うようになった。毎週、萩本欽一が気に入った・感銘を受けた一般人1人（または1組）に対し「今日のマル欽印」（マル欽は、欽の字を丸で囲ったもの）が授与される。
当番組はKBS京都の番組を多く扱う制作会社で、『走る男』シリーズなどを手掛ける元気な事務所の制作協力により制作されているが、2011年10月以降はKBS京都で放送されていない。
2012年「中部テレビ大賞」受賞。

## 出演

### レギュラー末期の出演者
- 萩本欽一
- 山口未翼（三重テレビアナウンサー）
- タカガキ（2012年1月 -）
- 渡辺龍太朗（2012年1月 -）
- 川合善大（経営戦略家）他

### 過去の出演者
- ワタナベフラワー（番組開始 - 2011年12月） - ただし、番組テーマ曲は降板後もワタナベフラワーの曲が使用されていた。
  - クマガイタツロウ
  - ムサヒデカズ

## ネット局

### 現在の放送局
2011年10月現在、レギュラー放送は独立局7局で放送。当初は『ええじゃないか。』と共に、三重テレビも加盟する東名阪ネット6加盟局全局で放送されていたが、前述のとおり2011年9月にKBS京都でのレギュラー放送が終了している。
特別番組等が編成されている場合は放送休止（土日のゴールデンタイムは、独立局ではジャパネットたかたやビックカメラのテレビショッピング等、特別番組が編成されることがある）。
| 放送対象地域 | 放送局                                | 放送期間                       | 放送日時           | 系列  | 備考 |
| ------------ | ------------------------------------- | ------------------------------ | ------------------ | ----- | --- |
| 三重県       | 三重テレビ放送（MTV） 制作局          | 2011年4月11日 - 2012年9月25日  | 火曜 19:00 - 19:55 | JAITS | 2011年4月（開始当初）から9月までは、月曜 20:00 - 20:55に、2011年10月から2012年3月までは金曜 20:00 - 20:55に放送していた。 再放送は日曜 22:00 - 22:55（2011年9月まで） |
| 千葉県       | 千葉テレビ放送（CTC/チバテレ）        | 2011年4月17日 - 2012年9月25日  | 火曜 19:00 - 19:55 | JAITS | 特番による欠番扱いあり マリーンズナイター（野球中継）放送日は休止。 2011年4月（開始当初）から2012年3月までは、日曜 19:00 - 19:55に放送していた。                      |
| 埼玉県       | テレビ埼玉（TVS/テレ玉）              | 2011年4月15日 - 2012年9月28日  | 金曜 20:00 - 20:55 | JAITS | |
| 神奈川県     | テレビ神奈川（tvk）                   | 2011年4月16日 - 2012年9月29日  | 土曜 12:00 - 12:55 | JAITS | 毎年6月第1週は自社イベント「秋じゃないけど収穫祭」の連動特番を前半30分に充当して放送するため休止。 それ以外にも不定期に特番編成で休止する週がある。                   |
| 栃木県       | とちぎテレビ（GYT/とちテレ）          | 2011年4月15日 - 2012年9月30日  | 日曜 12:00 - 12:55 | JAITS | 2011年4月（開始当初）から2012年3月までは、金曜 19:00 - 19:55に放送していた。                                                                                          |
| 岐阜県       | 岐阜放送（GBS/ぎふチャン）            | 2011年4月17日 - 2012年10月14日 | 日曜 19:00 - 19:55 | JAITS | ジャパネットたかたテレビショッピング放送時など、週によっては20:54-21:48に放送                                                                                         |
| 兵庫県       | サンテレビジョン（SUN-TV/サンテレビ） | 2011年4月16日 - 2012年9月30日  | 日曜 21:00 - 21:55 | JAITS | 2011年4月（開始当初）から12月までは、土曜 19:00 - 19:55に放送していた。                                                                                               |

### 不定期ネット局
- 岩手朝日テレビ（IAT、テレビ朝日系列） - 2012年1月から土・日曜の午後を中心に不定期で放送。
- 秋田放送（ABS、日本テレビ系列） - 2012年6月から日曜の午後を中心に不定期で放送。
- 山形放送（YBC、日本テレビ系列） - 2012年6月から、主に月曜午前10時25分から放送の「〜どうぶつ冒険バラエティ〜ワンダ!」→「ペット大行進! ど〜ぶつくん」（テレビ東京系）の代替番組として不定期で放送。

### 過去の放送局
- 京都放送（KBS京都） 2011年4月17日 - 2011年9月26日（日曜 16:00 - 16:55）

レギュラー放送時でも、ジャパネットたかたテレビショッピング放送時など、週によっては時間が異なっていた。現在は不定期に単発枠で放送。

### パイロット版のみ放送した局
- 北陸放送（MRO、TBS系列） 2011年5月28日、14:00 - 15:24